# Anemesia pococki
Espèce
Anemesia pococki est une espèce d'araignées mygalomorphes de la famille des Cyrtaucheniidae.

## Distribution
Cette espèce est endémique du Turkménistan.

## Description
Le mâle holotype mesure 13,10 mm et la femelle paratype 18,90 mm.

## Étymologie
Cette espèce est nommée en l'honneur de Reginald Innes Pocock.

## Publication originale
- Zonstein, 2018 : A revision of the spider genus Anemesia (Araneae, Cyrtaucheniidae). European Journal of Taxonomy, no 485, p. 1-100 (texte intégral).